# Брент Ланґ
Брент Ланґ (англ. Brent Lang, 25 січня 1968) — американський плавець.
Олімпійський чемпіон 1988 року.
Чемпіон світу з водних видів спорту 1991 року.
Переможець Пантихоокеанського чемпіонату з плавання 1989 року.
Переможець літньої Універсіади 1987 року.